# Ann Jansson (keramiker)
Ann Jansson, född 19 augusti 1945 i Johanneberg i Göteborg, är en svensk keramiker. Hon utbildades vid Konstindustriskolan i Göteborg 1965–1969. Där träffade hon också sin blivande make/sambo, fotografen Gerry Johansson. 
Efter utbildningen fick hon anställning vid Höganäs keramik och bland hennes formgivningar märks servisen Höganäs Aptit Vit. Vid sidan av arbetet för Höganäs keramik producerade hon även egna keramikföremål. Tillsammans med Henning Nilsson, Claes Thell och Brita Mellander-Jungermann bildade hon gruppen Keramiker i Höganäs som arrangerade gemensamma samlingsutställningar på olika platser i landet samt drev en egen utställningshall i Höganäs. Jansson finns representerad vid Nationalmuseum i Stockholm och har gjort offentliga utsmyckningar. 
Paret Jansson/Johansson är sedan 1984 bosatt i Höganäs. Ann Jansson tilldelades 2019 Höganäs kommuns keramikstipendium.